# Rhipidolestes nectans
Rhipidolestes nectans – gatunek ważki z rodziny Rhipidolestidae. Występuje we wschodnich Chinach; stwierdzony w prowincjach Zhejiang, Fujian, Henan i Jiangsu.